# Kamila Skolimowska
|}
Kamila Skolimowska (Varšava, 4. studenog 1982. – Vila Real de Santo António, 18. veljače 2009.), poljska bacačica kladiva. Olimpijska je pobjednica iz Sydneya 2000. godine.
Već je s petnaest godina osvojila naslov europske juniorske prvakinje. Od tada bilježi sjajne juniorske rezultate. Dvije godine kasnije postala je i svjetskom prvakinjom u konkurenciji juniora. 2000. godine s hitcem od 71,16 metara, postala je olimpijskom pobjednicom, što joj je najznačajniji rezultat u karijeri. 
Poslije toga osvojila je Europskim prvenstvima jedno srebro (2002.) i jednu broncu (2006.), ali na svjetskim prvenstvima nije zabilježila bolji plasman od 4. mjesta (2001. i 2007.)
Umrla je u dobi od 26 godina za vrijeme treninga kojeg je odrađivala u Portugalu, pretpostavlja se od srčanog udara ili plućne embolije.